# Michael Zev Gordon
Pour les articles homonymes, voir Gordon et Michael Zev Gordon.
Michael Zev Gordon (né en 1963 à Londres) est un compositeur britannique.

## Biographie
Ancien hautboïste, Gordon étudie la composition au Royaume-Uni avec Robin Holloway, Oliver Knussen et John Woolrich, et en Italie auprès de Franco Donatoni. Il est élève de composition de Louis Andriessen de 1989 à 1990.
Gordon a déjà enseigné aux universités de Birmingham et Durham et au Royal Northern College of Music. Il est actuellement maître de conférences à l'université de Southampton et professeur de composition au Royal College of Music.

## Compositions (sélection)
| - A Small Folly (2002) - Allele (2010). - And I Will Betroth You (1997) - Barcarola (1998) - Bells, Lachrimae and Stillness (2000) - Breaking Boundaries (1993) - …by the edge of the forest of desires (2000) - Changing Lights… (1990) - Crystal Clear (2003) - Dolce (1996) - Drive (1993) - Ein Morgenblat (2001) - The Fabric of Dreams (conserto pour hautbois; 2006) - False Relations (1994) - Far Away (1995) - For Robin (1993) - Fragments of a Diary (2005) - Grace (1998) - Gravity and Grace I (1995) - Gravity and Grace II (1996) - Gravity and Grace III (1996) - Gravity and Grace IV (1997) | - High Ground (1998) - The Impermanence of Things (pour piano et orchestre; 2009) - In the Startled Space (1993) - In veritate (2003) - Jubilate (1997) - Magnificat and Nunc Dimittis (1984) - A Mermaid Sings (1997) - The Moon and the Flame-Tree (1989) - Music For Andries (1991) - nine birds (rising) (1991) - no time ago… (1990) - Of Here and Elsewhere (2005) - On Memory (2004) - On the Other Hand (2003) - One Violet (1994) - The Path To Pen-y-gent (1988) - A Pebble in the Pond (2009). - Piano Trio (1989) - Plain Hunting (2000) - Psalm 150 (1999) - Red Sea (1996–2002). - Remains of Elmet (1986) | - Resolution - sleight (2001) - Song (1999). - Spiralling (1990) - still (1991) - Still Hunting (2000) - String Quartet (1994) - summer fallow (2007) - There Always (2003; pour ensemble de chambre) - There Always (2006; pour orchestre à cordes) - There We Sat Down (1992) - There We Sat Down II (1992) - There We Sat Down III (1992) - Thirteen Ways (1995). - This Night (pour chœur et violoncelle; 2007) - Three Poems of e.e. cummings (1987) - Three Rabbinical Sayings (2002) - Three Short Pieces (quatuor à cordes; 2005). - Too Many Names (1995) - Touch (1990) - Trio (1989) - Two Dances (1997) |